# Pumbedita
Pumbedita era el nombre de una ciudad en la antigua Babilonia, famosa por ser un importante centro de estudios talmúdicos. En conjunto con la Academia de Sura llevó a cabo la tarea de compilar el Talmud babilónico, finalizada en el año 500. Judá ben Ezequiel (véase Amoraim) fue quien fundó esta escuela talmúdica, a finales del siglo III d. C. Actualmente se encuentra, en su lugar, la moderna ciudad iraquí de Faluya.